# Zdravotnická záchranná služba Jihomoravského kraje
Zdravotnická záchranná služba Jihomoravského kraje, příspěvková organizace (ZZS JMK, do 15. srpna 2005 Územní středisko záchranné služby Brno, příspěvková organizace) je příspěvková organizace a provozovatel záchranné služby v Jihomoravském kraji. Hlavní náplní činnosti organizace je zajišťování odborné přednemocniční neodkladné péče (PNP) na území Jihomoravského kraje podle zákona č. 374/2011 Sb., o zdravotnické záchranné službě. PNP je zajišťována na území o rozloze 7 195 km² pro téměř 1 200 000 obyvatel. V Jihomoravském kraji je k dispozici celkem 47 výjezdových skupin a jedna skupina letecké záchranné služby rozmístěných na 23 výjezdových stanovištích.
Zdravotnická záchranná služba Jihomoravského kraje vznikla 1. ledna 2003. Zřizovatelem organizace je samotný Jihomoravský kraj, z jehož rozpočtu je hrazena. Od 1. ledna 2004 je jednou ze 14 krajských záchranných služeb. Je také nedílnou součástí integrovaného záchranného systému.

## Historie
Do roku 1990 fungovala záchranná služba v Brně pod názvem Zdravotnická záchranná a dopravní služba KÚNZ Brno (ZDZS). Provozovatelem byl Krajský ústav národního zdraví. Poté provoz záchranné služby převzalo město Brno a vznikla organizace Záchranná služba města Brna - ZSmB. Od 1. ledna 1993 se stal zřizovatelem záchranné služby stát a vzniklo tak Středisko územní záchranné služby v Brně (od roku 2001 pod novým názvem Územní středisko záchranné služby v Brně). V Jihomoravském kraji vznikaly také další záchranné služby, které byly provozovány buďto okresními úřady nebo oblastními nemocnicemi.
1. ledna 2003 vzniklo Územní středisko záchranné služby Brno, příspěvková organizace, jehož zřizovatelem se stal Jihomoravský kraj. K 31. prosinci 2003 zanikly okresní úřady a započala působnost nové krajské organizace. K územnímu středisku byly v následujících letech postupně připojovány jednotlivé okresní záchranné služby. Jako poslední se 1. ledna 2006 připojily záchranné služby okresů Blansko, Hodonín a Vyškov. 15. srpna 2005 byl změněn název organizace na Zdravotnická záchranná služba Jihomoravského kraje, příspěvková organizace.

## Organizační struktura
Jihomoravský kraj je pro potřeby záchranné služby rozdělen do šesti územních oddělení, která čítají dohromady 23 výjezdových stanovišť. Jednotlivá územní oddělení respektují víceméně hranice okresů. Jednotlivé výjezdové skupiny jsou řízeny krajským zdravotnickým operačním střediskem (KZOS), které se nachází v sídle Zdravotnické záchranné služby Jihomoravského kraje v Brně-Bohunicích na ulici Kamenice v těsném sousedství Fakultní nemocnice Brno. To přijímá denně 700-900 tísňových volání.

## Krajské operační středisko

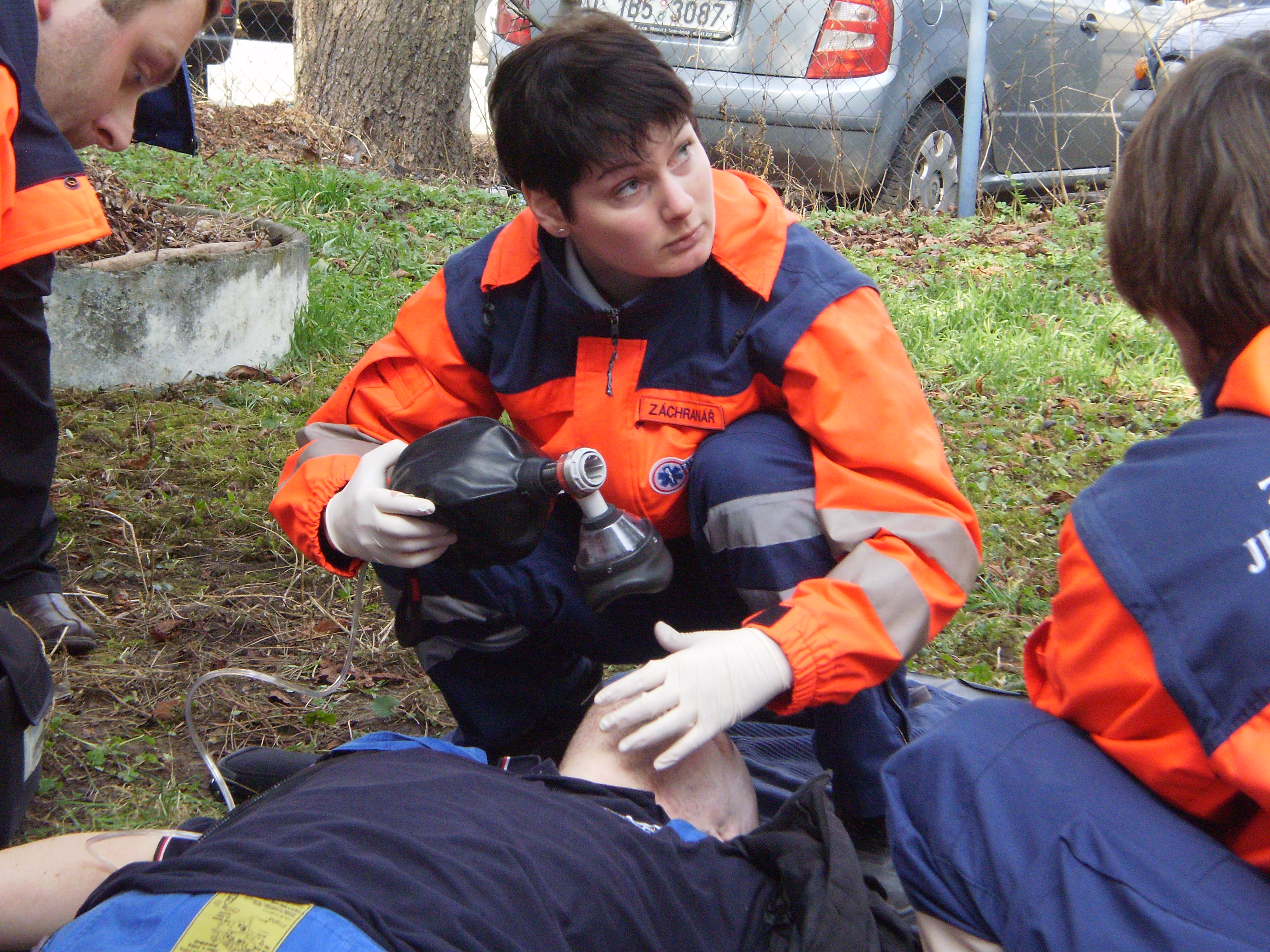
Záchranářka Zdravotnické záchranné služby Jihomoravského kraje

Do konce roku 2003 existovalo v rámci kraje celkem osm operačních středisek, a to v Brně, Blansku, Hodoníně, Vyškově, Břeclavi, Ivančicích, Tišnově a ve Znojmě.
Se vznikem Územního střediska záchranné služby Brno začalo postupné slučování operačních středisek pod jedno krajské operační středisko. Jeho účelem je řídit jednotlivé skupiny záchranné služby v rámci celého kraje centralizovaně. Krajské operační středislo vzniklo 1. ledna 2004, v plném rozsahu pracuje od 1. května 2006.

## Výjezdové skupiny
Na území celého kraje je k dispozici v nepřetržitém 24hodinovém provozu celkem 47 výjezdových skupin (interní označení ZZS JMK je tým), jejichž počet se mění s pracovní a noční dobou. V mimopracovní dobu a v nočních hodinách je počet skupin snížen na 43. Výjezdové skupiny pracují v režimech rychlá zdravotnická pomoc (RZP) ve složení řidič-záchranář a zdravotnický záchranář, rychlá lékařská pomoc (RLP) ve složení řidič-záchranář, lékař a zdravotnický záchranář a některé výjezdové skupiny pracují v systému Rendez-Vous s lékařem v osobním automobile. Tento počet je dále doplňován jednou výjezdovou skupinou pro přepravu patologických novorozenců a jednou skupinou letecké záchranné služby. Nejvyšší počet výjezdových skupin je umístěn v rámci aglomerace Statutárního města Brna.

## Výjezdová stanoviště

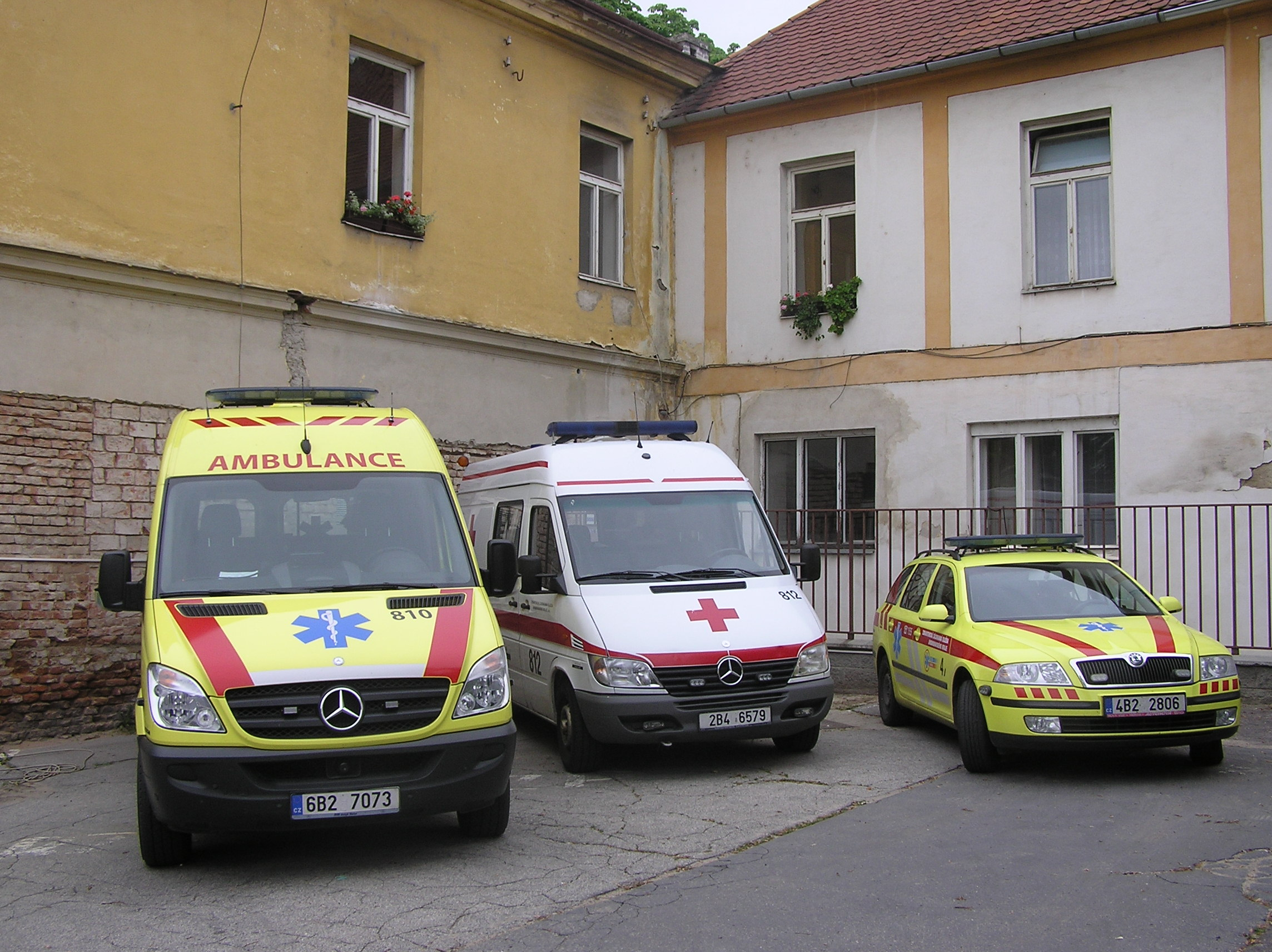
Výjezdové stanoviště ve Znojmě – přehled nejpoužívanějších typů sanitních vozidel v Jihomoravském kraji

Kraj je pokryt sítí 23 výjezdových stanovišť, jejichž organizace je taková, aby byl dojezd k pacientovi uskutečněn do 20 minut od přijetí tísňové výzvy. V roce 2011 bylo vypsáno výběrové řízení na výstavbu nové budovy pro Zdravotnickou záchrannou službu Jihomoravského kraje.
Na počátku roku 2012 byla slavnostně zahájena výstavba nového sídla ZZS JMK v Brně-Bohunicích, které bylo 30. prosince 2012 uvedeno do provozu. Kromě stání pro výjezdová vozidla a nezbytného zázemí pro chod celé organizace poskytuje nová budova také konferenční sál pro školení zaměstnanců i odborné a laické veřejnosti s kapacitou 80 osob.
1. července 2010 vstoupila v platnost dohoda, kterou uzavřela Zdravotnická záchranná služba Jihomoravského kraje a Zdravotnická záchranná služba Kraje Vysočina o poskytování přednemocniční neodkladné péče v jihozápadní části Jihomoravského kraje. Zdravotnická záchranná služba Kraje Vysočina zřídila nové výjezdové stanoviště v Jemnici, odkud budou posádky zasahovat i v Jihomoravském kraji. Zásahy se týkají obcí Lubnice, Uherčice, Mešovice, Vysočany, Vratěnín, Korolupy a Oslnovice. Výrazně se tak zvýší dostupnost PNP v oblasti. Pacienti budou předáváni skupinám ZZS JMK z výjezdových stanovišť Šumná (v případě potřeby skupin RZP) nebo Znojmo (v případě potřeby RLP). Do zdravotnických zařízení v Kraji Vysočina budou převážení jen ve výjimečných případech.
V červenci 2011 byl spuštěn projekt zaměřený na přeshraniční spolupráci mezi záchrannými službami v Jihomoravském kraji a rakouské spolkové zemi Dolní Rakousy. V roce 2016 pak byla podepsána mezistátní rámcová smlouva, která umožňuje výjezd zdravotnické záchranné služby na území partnerského státu. Do budoucna se předpokládá obdobná spolupráce se Slovenskem.

### Přehled výjezdových stanovišť

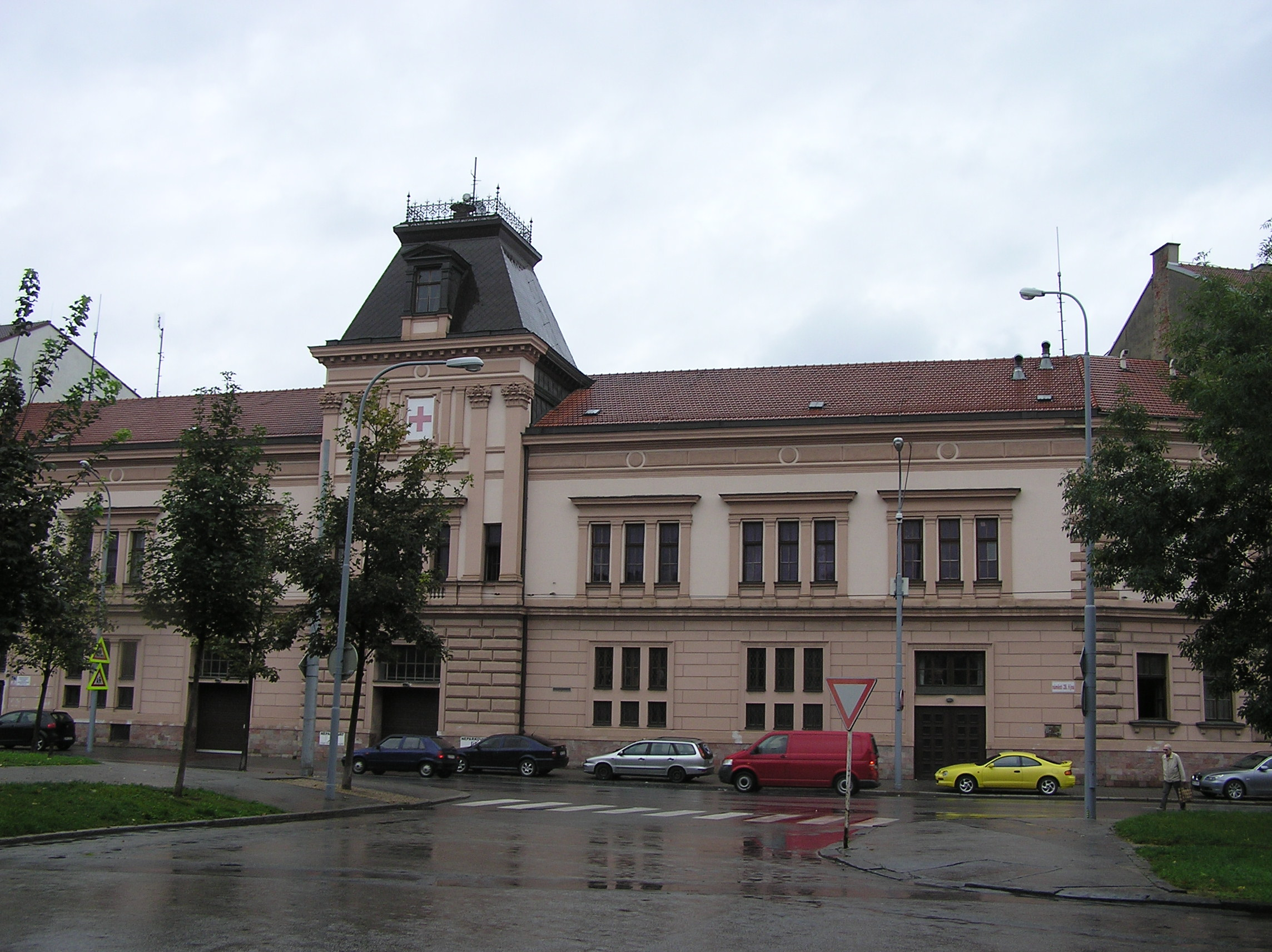
Budova bývalého ředitelství ZZS JMK v Brně a bývalé hlavní výjezdové stanoviště pro oblast Brno-město

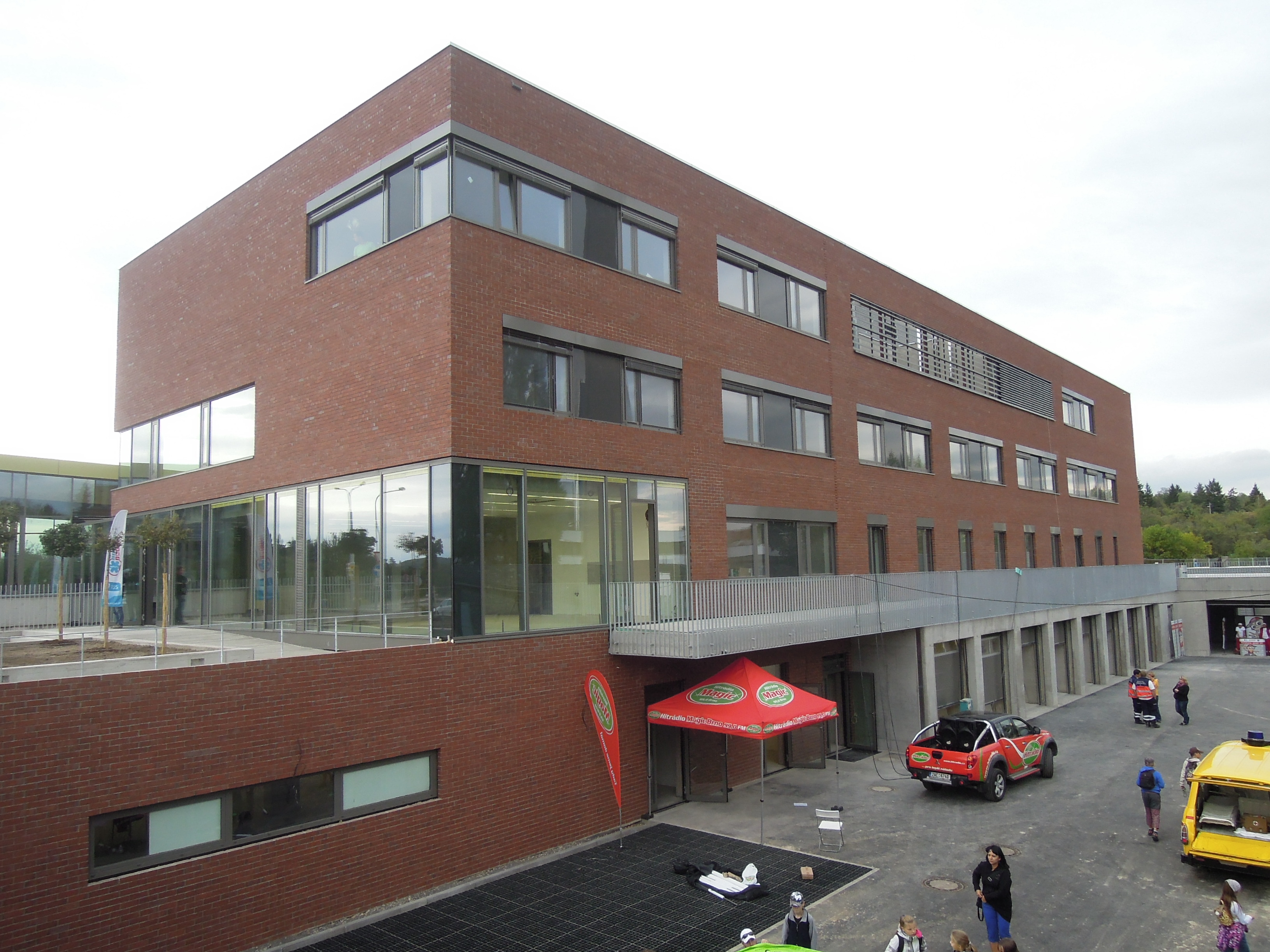
Současná budova ZZS JMK v Brně-Bohunicích

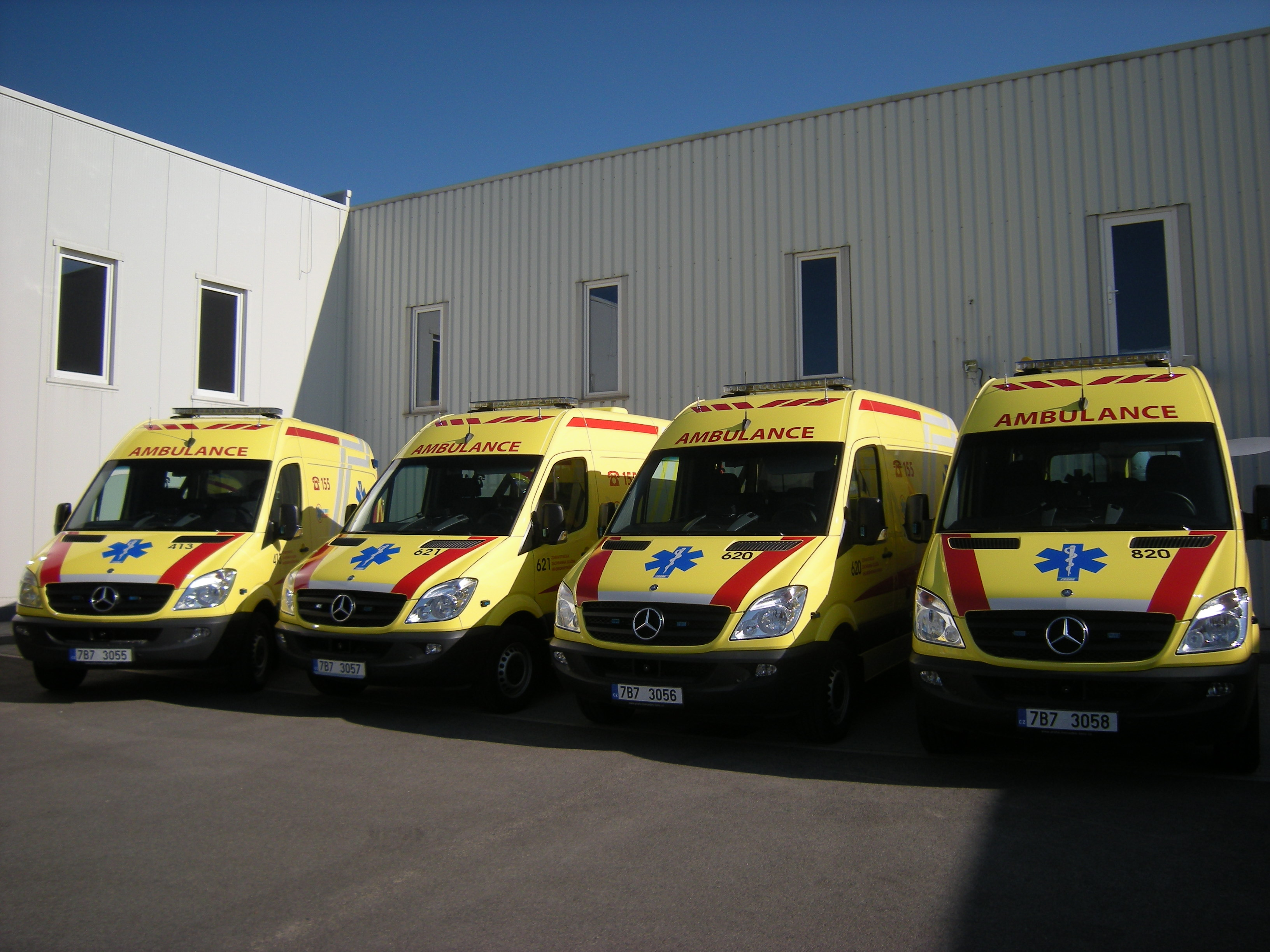
Sanitní vozidla pro výjezdy v režimech rychlá zdravotnická pomoc a rychlá lékařská pomoc

| Územní oddělení | Výjezdová stanoviště     | Poznámka  |
| Brno            | Brno, náměstí 28. října  |           |
| Brno            | Brno-Bohunice            |           |
| Brno            | Brno-Černovice           |           |
| Brno            | Brno-Tuřany              | pouze LZS |
| Brno            | Ivančice                 |           |
| Brno            | Tišnov                   |           |
| Brno            | Pohořelice               |           |
| Břeclav         | Břeclav                  |           |
| Břeclav         | Hustopeče                |           |
| Břeclav         | Mikulov                  |           |
| Blansko         | Blansko                  |           |
| Blansko         | Boskovice                |           |
| Blansko         | Velké Opatovice          |           |
| Hodonín         | Hodonín                  |           |
| Hodonín         | Kyjov                    |           |
| Hodonín         | Veselí nad Moravou       |           |
| Hodonín         | Velká nad Veličkou       |           |
| Vyškov          | Vyškov                   |           |
| Vyškov          | Bučovice                 |           |
| Vyškov          | Slavkov u Brna           |           |
| Znojmo          | Znojmo                   |           |
| Znojmo          | Hrušovany nad Jevišovkou |           |
| Znojmo          | Šumná                    |           |

## Letecká záchranná služba

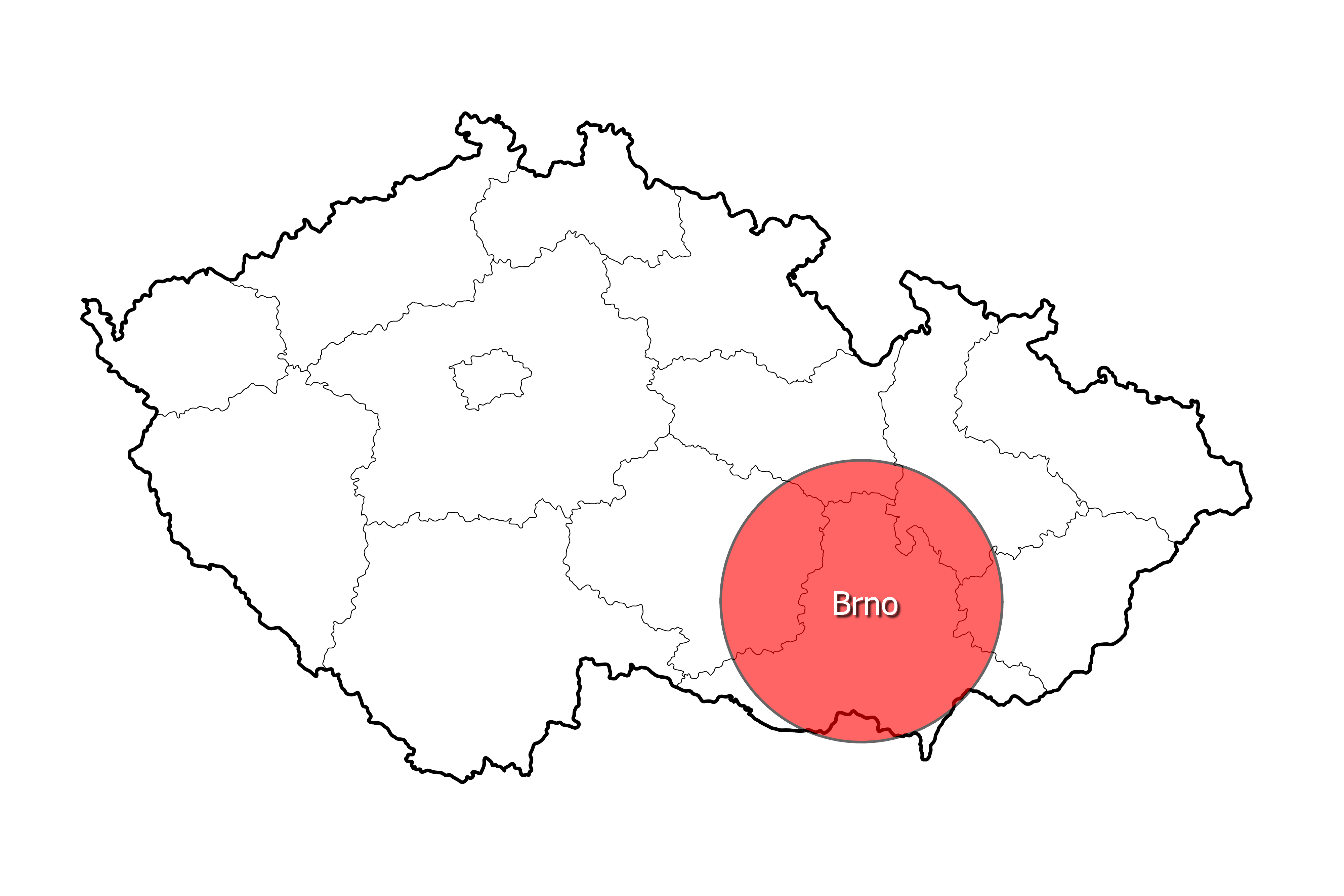
Poloha stanice a akční rádius vrtulníku Kryštof 04

Provoz letecké záchranné služby (LZS) byl v Brně zahájen 1. července 1988. Zdravotnickou část posádky LZS zajišťuje Zdravotnická záchranná služba Jihomoravského kraje, ostatní provozní pracovníky včetně pilotů zajišťuje od roku 2009 společnost Alfa-Helicopter. Ta je také provozovatelem samotného vrtulníku, v současnosti moderního stroje Eurocopter EC 135 T2+. Volacím znakem vrtulníku je Kryštof 04. Letecká záchranná služba je k dispozici 24 hodin denně. Do 29. února 2012 fungovala v nepřetržitém nočním provozu stanice Kryštof 09 v Olomouci. 1. května 2012 došlo ke změně nočního provozu, ten byl ukončen na stanici letecké záchranné služby Kryštof 09 v Olomouci a byl trvale zaveden na stanici Kryštof 04 v Brně. Ke změně došlo především pro lepší pokrytí Moravy v nočních hodinách. Základna LZS je umístěna v těsné blízkosti areálu mezinárodního letiště Brno-Tuřany. Vrtulník z Jihomoravského kraje zasahuje často také ve Zlínském kraji, který leteckou záchrannou službu neprovozuje.

## Vozový park
Vozový park ZZS JMK je rozsáhlý a zahrnuje několik typů sanitních vozidel. Pro výjezdy v režimu RV jsou použita vozidla Škoda Octavia Combi. Pro výjezdy v režimech rychlá lékařská pomoc a rychlá zdravotnická pomoc bývá nejčastěji užíváno vozidlo Mercedes-Benz Sprinter v různých verzích. 28. června 2011 získala Zdravotnická záchranná služba Jihomoravského kraje devět nových plně vybavených sanitních vozidel. Jedno vozidlo bylo dodáno v úpravě pro transport novorozenců jako inkubátorová sanitka. Došlo tak k obměně části zastaralého vozového parku. Předání vozidel proběhlo slavnostně na stanici letecké záchranné služby Kryštof 04 v Brně-Tuřanech. Oficiálního předání se zúčastnil i hejtman Jihomoravského kraje Michal Hašek. Všechna nová vozidla jsou typu Mercedes-Benz Sprinter. Dalšími používanými vozidly jsou Volkswageny Transportery ve verzích T4 a T5 nebo Volkswagen LT. Vozový park ZZS JMK tvoří jednu z mála výjimek; majoritně jsou pro výjezdy užívána jiná vozidla než Volkswagen Transporter, které jsou v Česku vůbec nejrozšířenějším sanitním vozidlem.

## Galerie

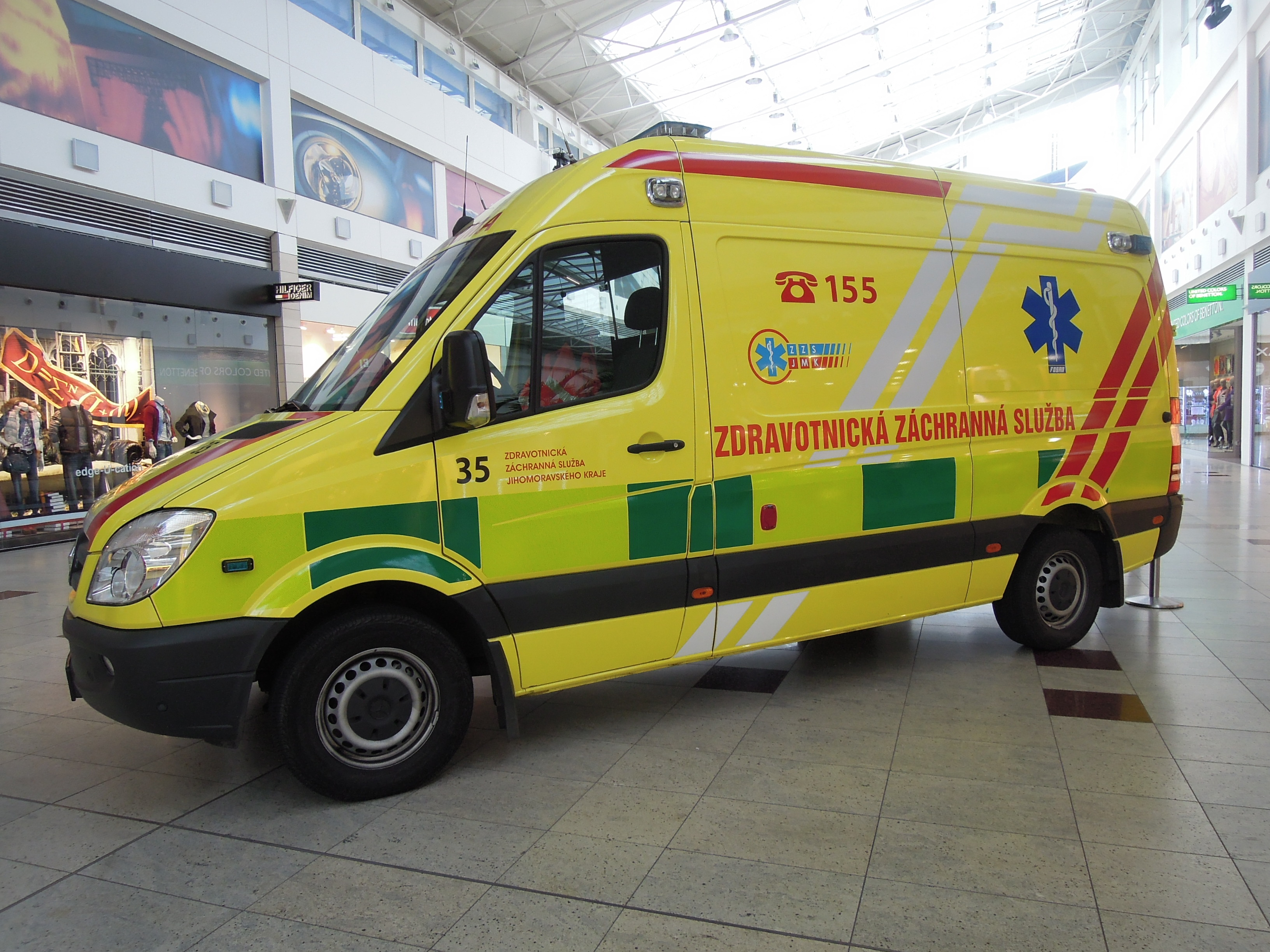
Mercedes-Benz Sprinter se zelenožlutou battenburskou šachovnicí (2013)
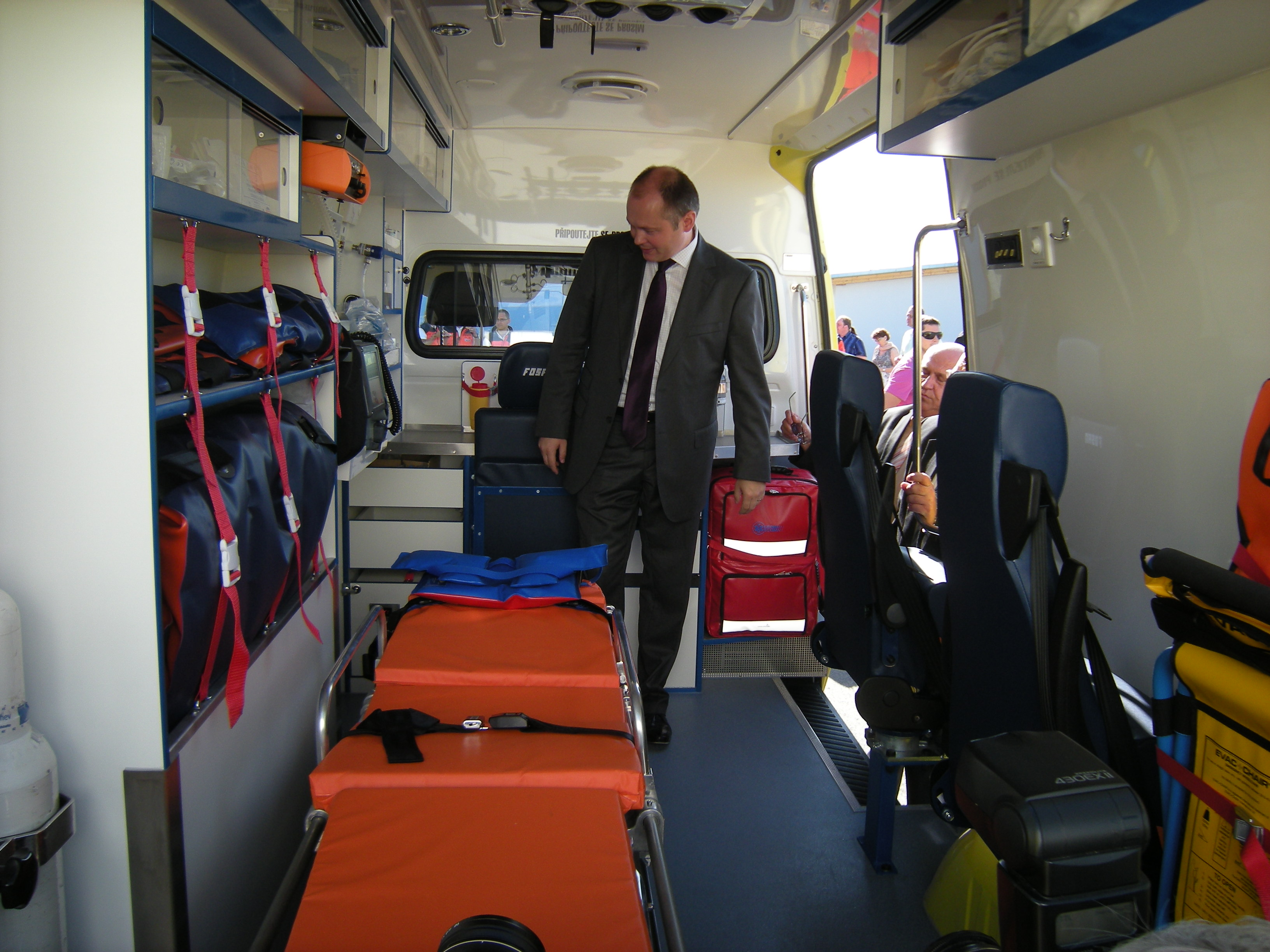
Michal Hašek uvnitř sanitky
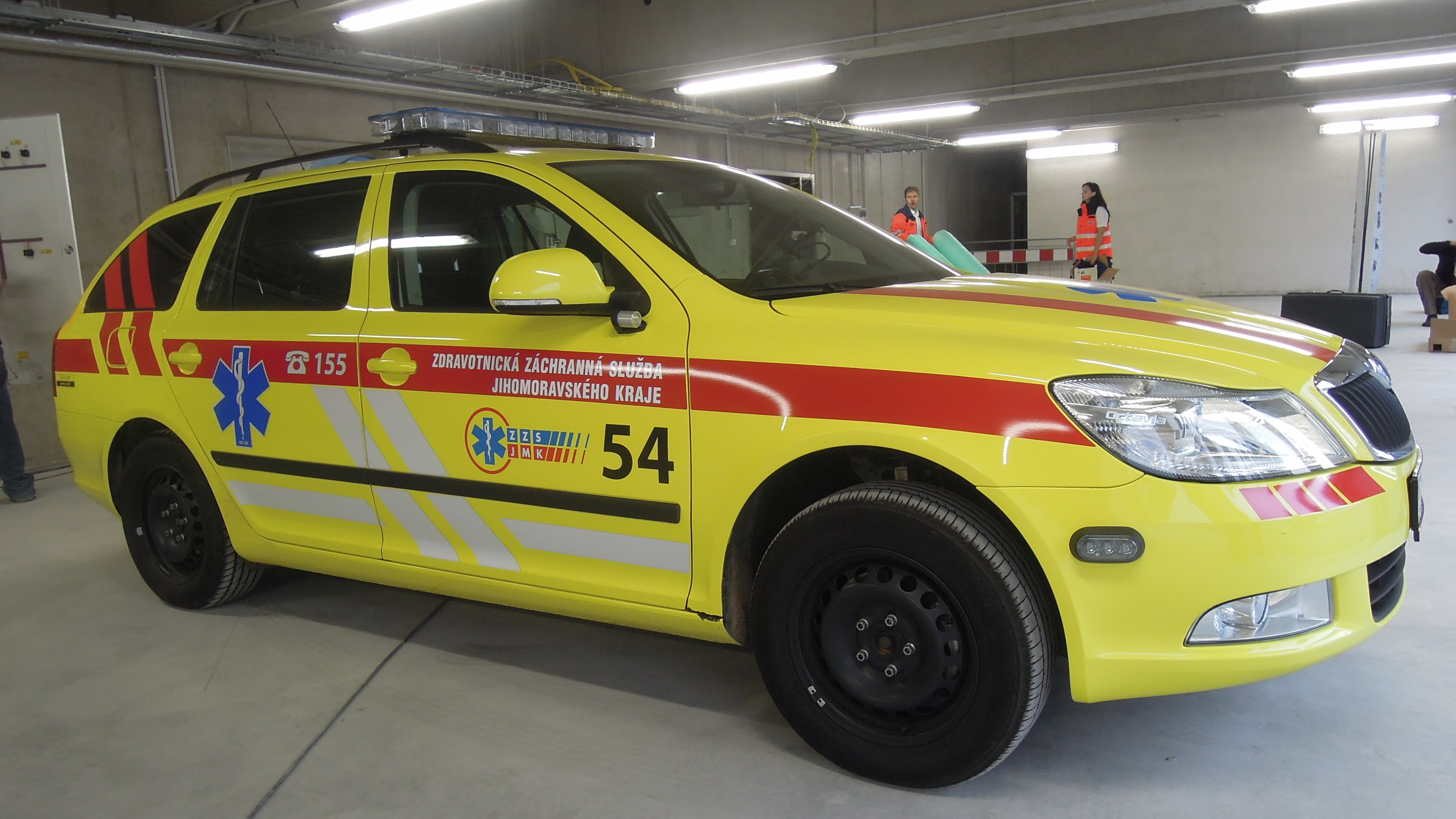
Škoda Octavia Combi, vozidlo určeno pro výjezdy v režimu RV
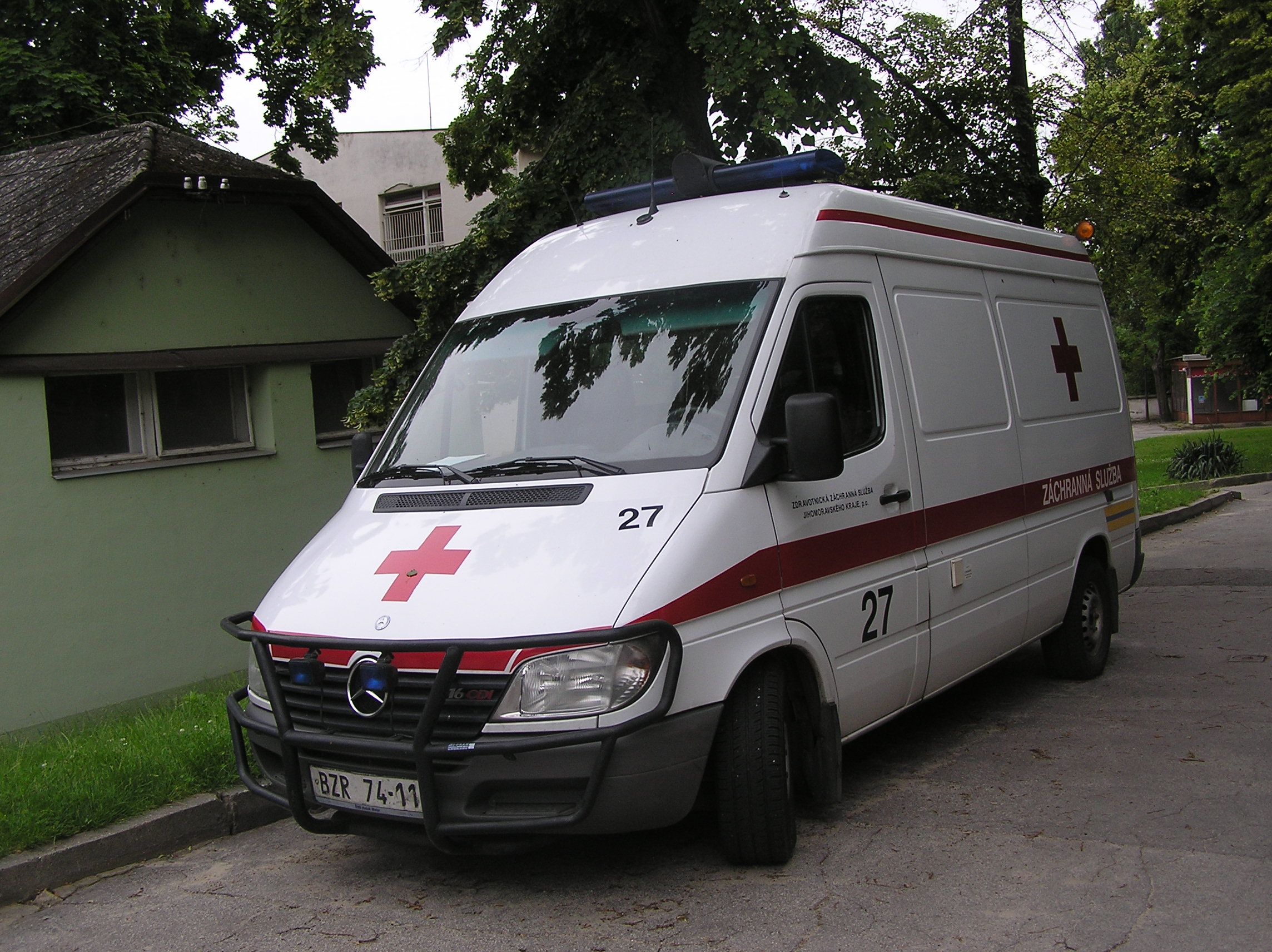
Mercedes-Benz Sprinter druhé generace, jedno ze starších sanitních vozidel ve vozovém parku ZZS JMK
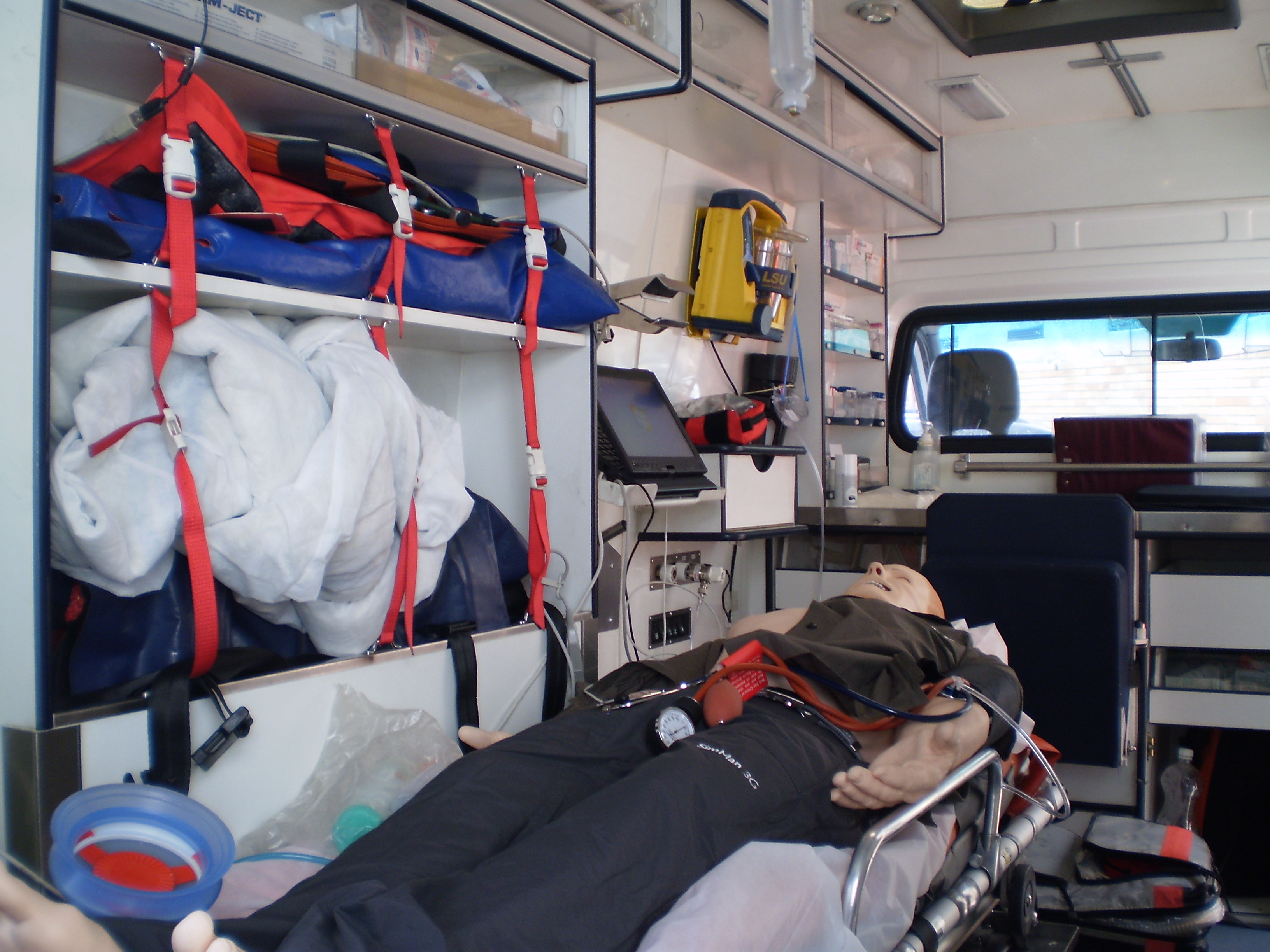
Vnitřní zástavba jednoho ze starších sanitních vozidel
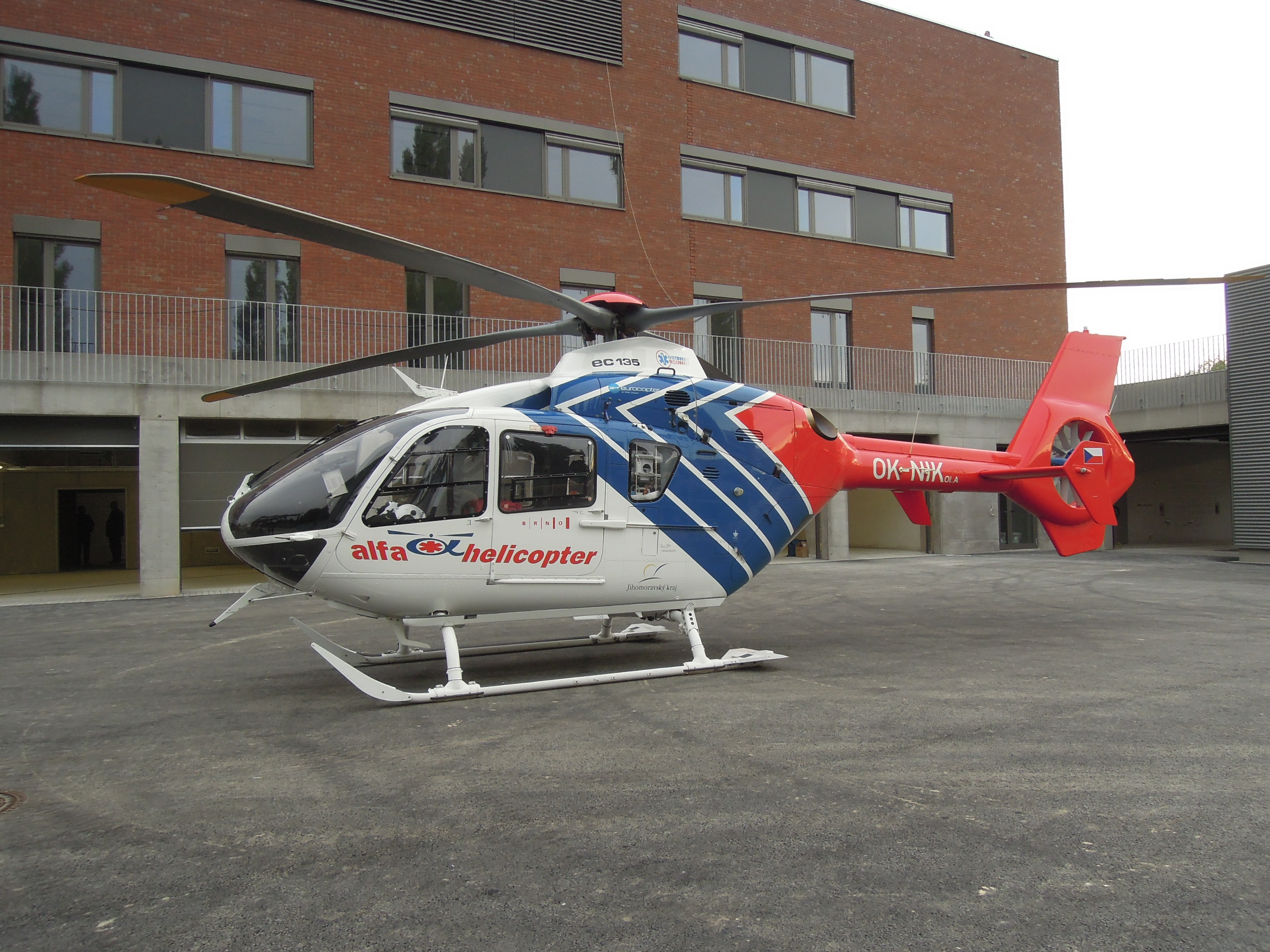
Vrtulník Eurocopter EC 135 T2+ ze stanice letecké záchranné služby Kryštof 04
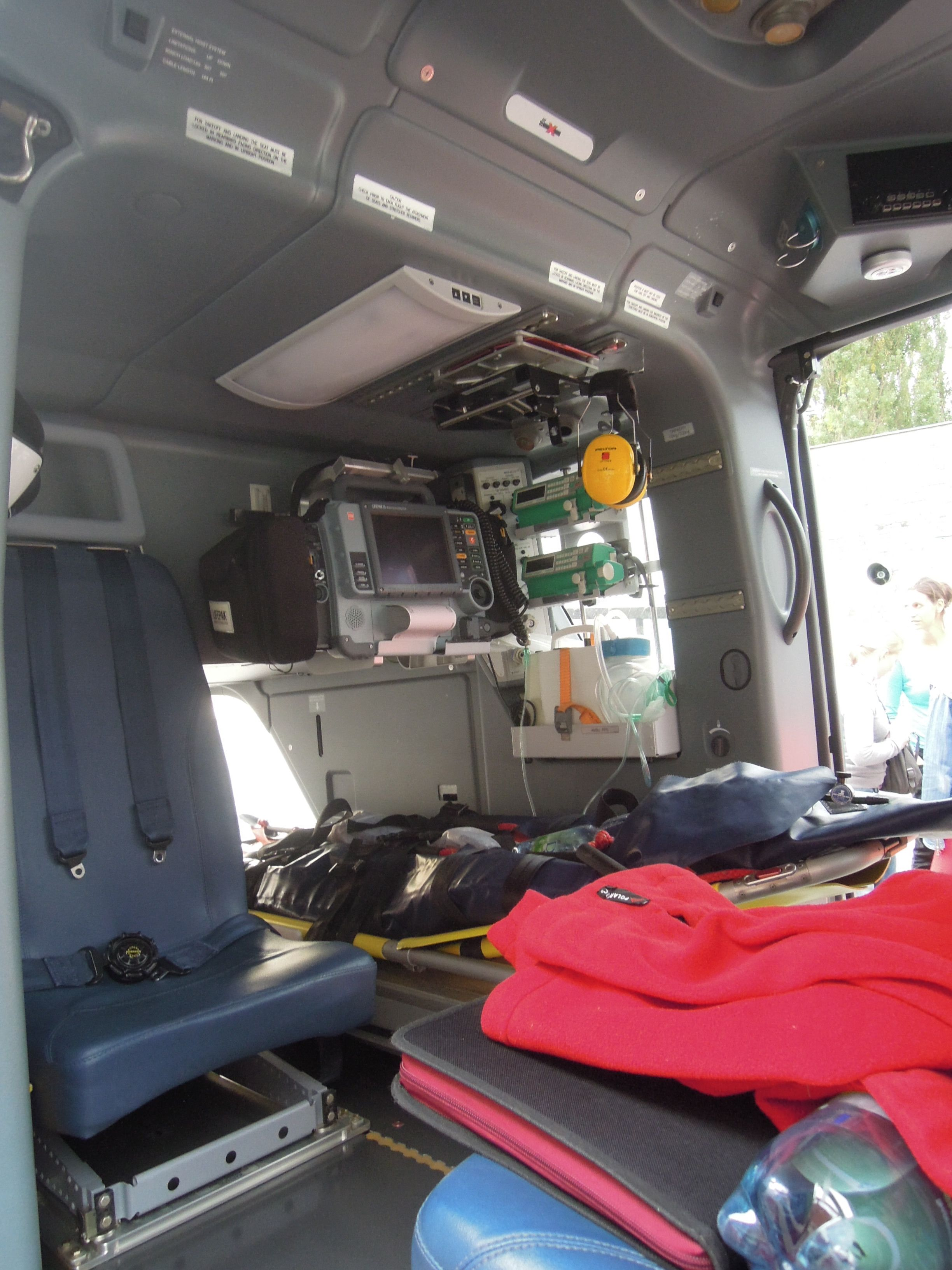
Vnitřní zástavba vrtulníku LZS v Jihomoravském kraji
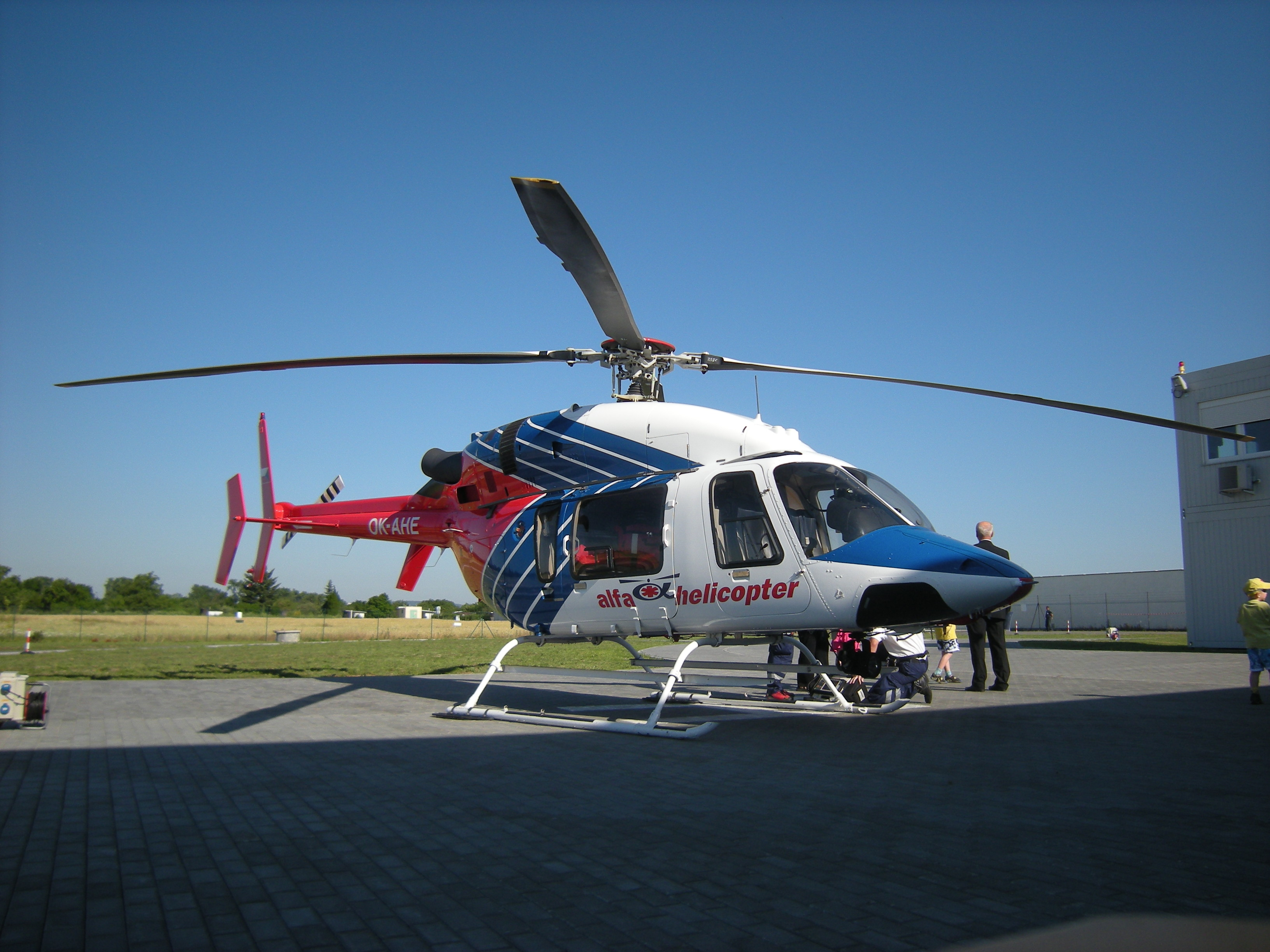
Základna letecké záchranné služby Kryštof 04 (na fotografii záložní vrtulník Bell 427)
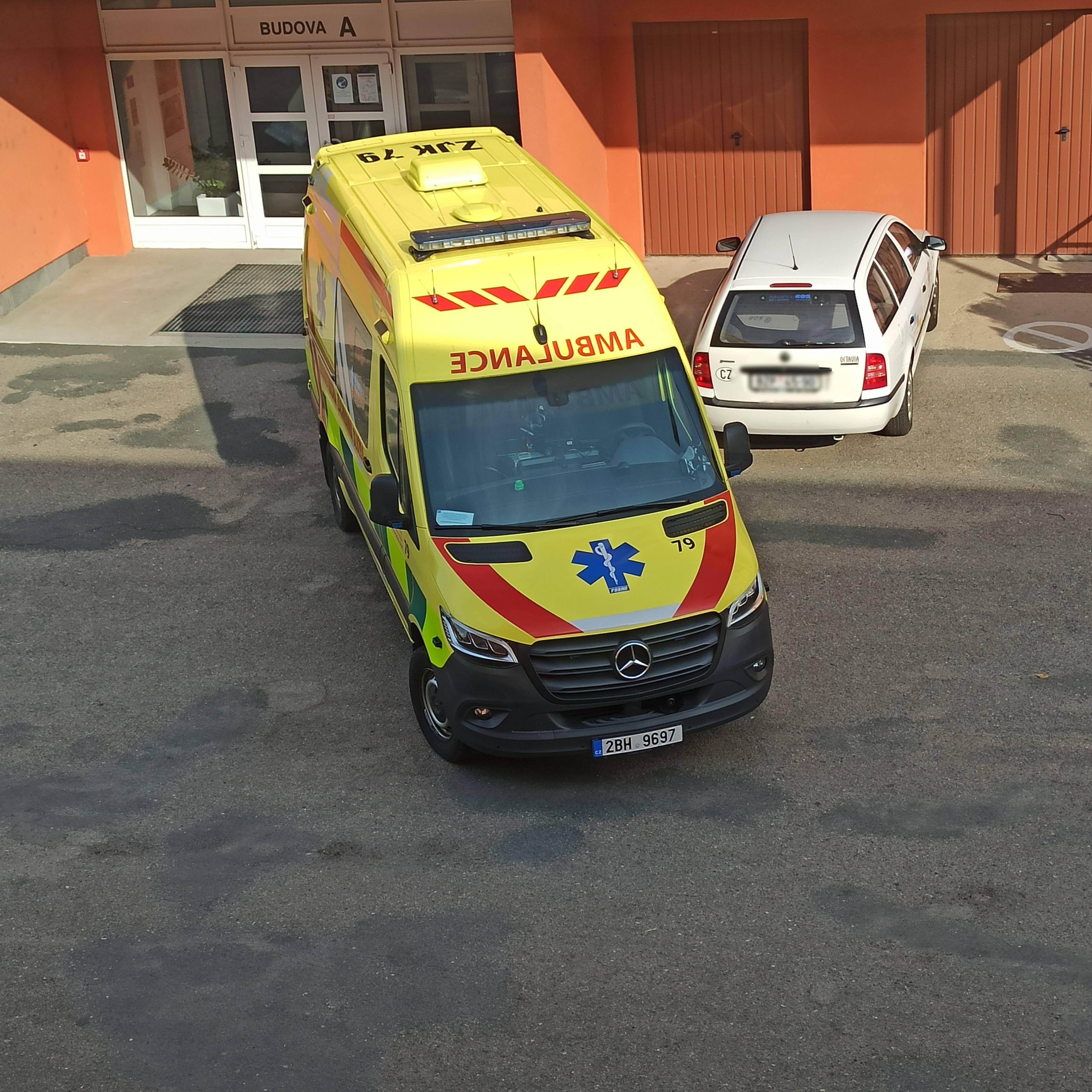
Mercedes-Benz Sprinter 419, RZP (2020)